# Florida (30 Rock)
"Florida" é o décimoo episódio da sétima e última temporada da série de televisão de comédia de situação norte-americana 30 Rock, e o 129.° da série em geral. Foi realizado pela supervisora de enredo Claire Cowperthwaite e teve o seu enredo co-escrito por Tom Ceraulo e Matt Hubbard, que também assume a posição de co-produtor executivo. A sua transmissão original nos Estados Unidos ocorreu através da rede de televisão National Broadcasting Company (NBC) na noite de 17 de Janeiro de 2013. Dentre os artistas convidados, estão inclusos Ken Howard, Kristen Schaal, Lynda Gravatt, Tim Meadows, Megan Mullally, e Josh Flitter.
No episódio, o executivo Jack Donaghy (interpretado por Alec Baldwin) e a sua amiga Liz Lemon (Tina Fey) viajam para Flórida para visitar a casa de Colleen Donaghy, mãe de Jack, onde fazem uma descoberta imprevisível. Entretanto, Jenna Maroney (Jane Krakowski) e Tracy Jordan (Tracy Morgan), astros do programa de televisão The Girlie Show with Tracy Jordan (TGS), lidam com o facto de Hazel Wassername (Schaal), uma antiga estagiária da NBC, iniciar um processo judicial contra o TGS.
Em geral, "Florida" foi recebido com opiniões positivas pela crítica especialista em televisão do horário nobre, sendo amplamente aclamado por finalmente ter abordado o motivo de Jack e Liz nunca terem se envolveram romanticamente, e por manter a profundidade emocional e o humor característico da série, especialmente nas interações entre as duas personagens. No entanto, foi fortemente criticado por se focar em personagens menos apreciadas, como Hazel, e por decisões que alguns analistas de televisão acharam inconsistentes com a lógica da trama. De acordo com o sistema de mediação de audiências Nielsen Ratings, o episódio foi assistido por uma média de 3,44 milhões de agregados familiares durante a sua transmissão original norte-americana, e foi-lhe atribuída a classificação de 1,3 e quatro de share entre os telespectadores pertencentes ao perfil demográfico dos dezoito aos 49 anos de idade.

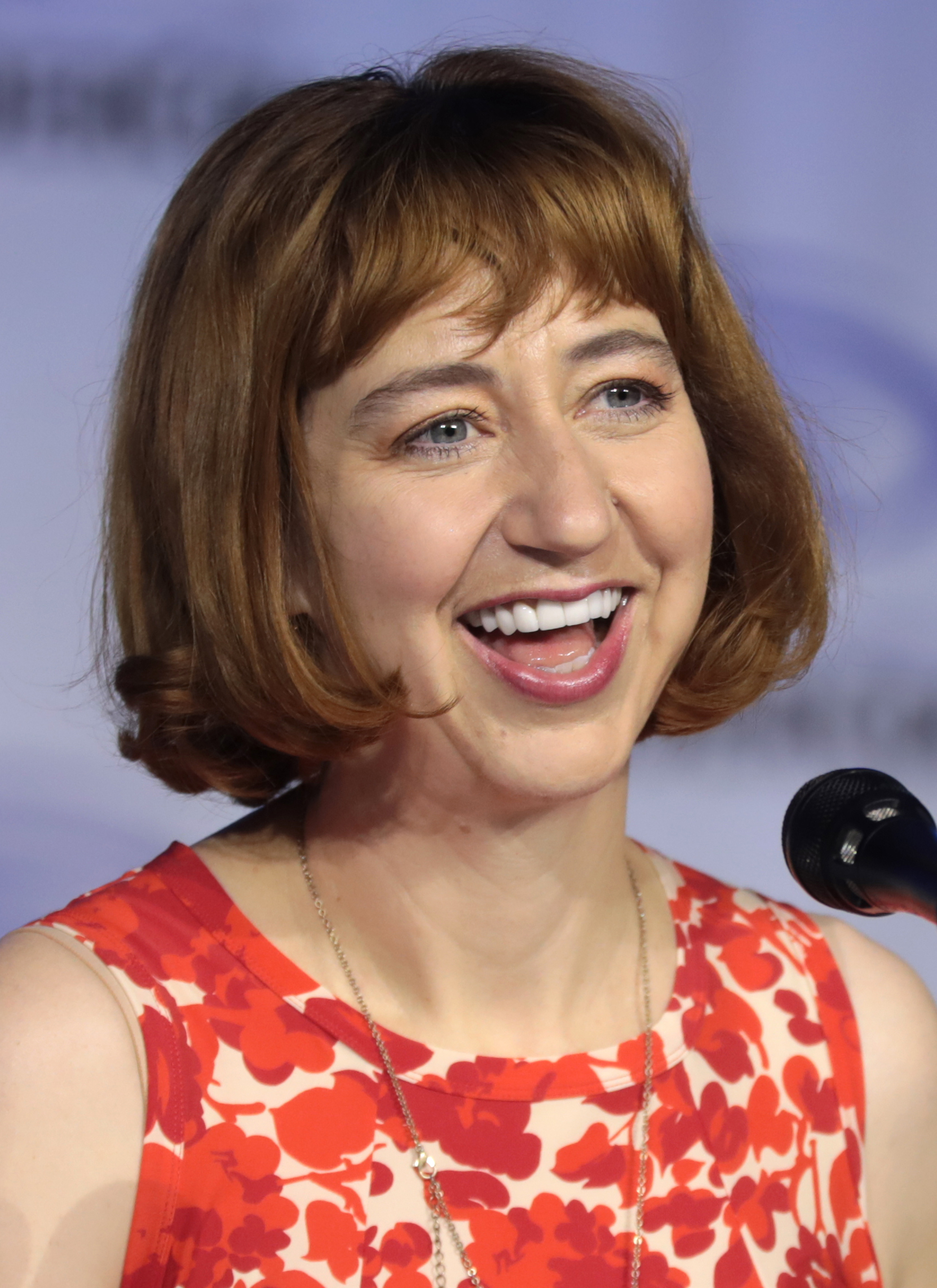
O retorno da personagem de Kristen Schaal foi amplamente criticado pelos colunistas de televisão.

## Produção

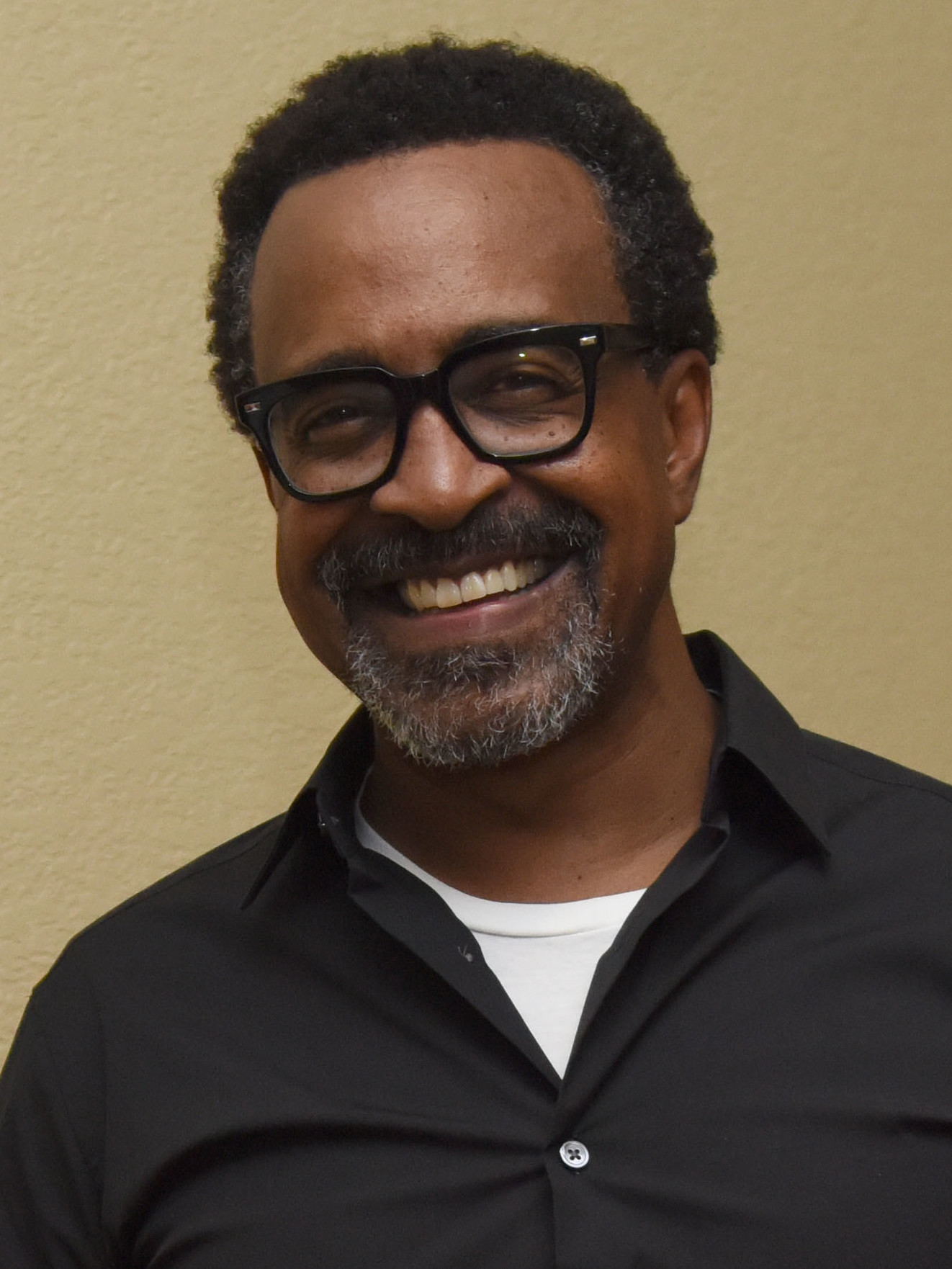
Tim Meadows fez uma participação em "Florida".

"Florida" é o décimo episódio da sétima e última temporada de 30 Rock. O seu enredo foi co-redigido por Tom Ceraulo e Matt Hubbard. Além de argumentista, Ceraulo também trabalho como produtor associado na série, e esta foi a sua quinta e última vez a escrever o argumento de um episódio da série, enquanto para Hubbard, que assume ainda o título de co-produtor executivo no seriado, esta foi a sua 17.ª e última vez a escrever o guião para um episódio da série. "Florida" foi realizado por Claire Cowperthwaite na sua segunda e última vez a receber um crédito por esta função em 30 Rock. Ela assume também a função de supervisora de enredo no seriado.
O ator e comediante Tim Meadows fez uma participação especial em "Florida" desempenhando Martin Lutherking, advogado de Hazel. Meadows foi integrante do elenco do Saturday Night Live (SNL), um programa de televisão humorístico norte-americano transmitido pela NBC no qual Tina Fey — argumentista-chefe, criadora, produtora executiva e atriz principal de 30 Rock — foi argumentista-chefe entre 1999 e 2006. Vários outros membros do elenco do SNL já fizeram uma participação em 30 Rock. Eles são: Fred Armisen, Chris Parnell, Kristen Wiig, Will Ferrell, Jimmy Fallon, Amy Poehler, Julia Louis-Dreyfus, Bill Hader, Jason Sudeikis, Tim Meadows, Molly Shannon, Siobhan Fallon Hogan, Gilbert Gottfried, Bobby Moynihan, Rachel Dratch, Will Forte, Jan Hooks, Horatio Sanz, e Rob Riggle. Ambos Fey e Tracy Morgan integraram o elenco principal do SNL, com Fey sendo ainda a apresentadora do segmento Weekend Update. Outros membros da equipa de 30 Rock que trabalharam em SNL são John Lutz, argumentista entre 2003 a 2010, e Steve Higgins, argumentista e produtor do SNL desde 1995. O ator Alec Baldwin apresentou o SNL por dezassete vezes, o maior número de episódios por qualquer personalidade. Segundo o produtor executivo Robert Carlock, a equipa do seriado planeava ter uma participação de Meadows como estrela convidada há muito tempo, mas tal nunca se concretizou. O ator, amigo de Fey que também já expressou desejo de participar de 30 Rock em Julho de 2009 quando entrevistado pela revista New York Daily News, já colaborou com Fey por várias vezes: no filme Mean Girls, e nas séries de televisão Great News e Girls5eva.
Outras participações especiais em "Florida" foram de Kristen Schaal e Megan Mullally. Ambas já haviam participado anteriormente do seriado, com Mullaly aparecendo duas vezes, em "Do-Over" na terceira temporada e "Game Over" na sétima, e Schaal tendo um papel recorrente na sexta temporada como Hazel Wassername, nova estagiária da NBC que é mais tarde despedida por Liz ao enganar Pete para que a deixasse atuar no TGS. Embora os seus nomes tenham sido listados na sequência de créditos de abertura, os atores Scott Adsit e Judah Friedlander, respetivos intérpretes das personagens Pete Hornberger e Frank Rossitano, não participaram de "Florida".

## Enredo
Jack Donaghy (Alec Baldwin), recém-promovido a diretor executivo da Kabletown, tenta ajustar os últimos detalhes antes da oficialização do seu cargo, incluindo a administração da herança da sua mãe. Liz Lemon (Tina Fey) acompanha-o numa visita à casa da sua mãe na Flórida na tentativa de ser mais espontânea, mas ambos são surpreendidos ao descobrir que Colleen, a mãe de Jack, tinha um relacionamento amoroso com a sua enfermeira, Martha (Lynda Gravatt). Inicialmente, Jack havia pensado que a enfermeira se estivesse a aproveitar da sua mãe, mas logo percebe que Colleen estava genuinamente feliz, o que o obriga a aceitar essa revelação. Ao longo da viagem, Jack e Liz discutem a natureza da sua própria relação, que é puramente platónica mas profunda, funcionando mais como mentorado/mentora do que algo romântico. Jack enfatiza que a sua amizade é mais interessante do que um relacionamento amoroso seria.
Enquanto isso, Tracy Jordan (Tracy Morgan) e Jenna Maroney (Jane Krakowski), deixados no comando do TGS, enfrentam o retorno inesperado de Hazel Wassername (Kristen Schaal), que inicia uma ação judicial de assédio sexual contra o programa. Isso cria a necessidade de todos os funcionários assinarem uma declaração afirmando nunca terem testemunhado qualquer tipo de comportamento impróprio, mas o estagiário Kenneth Parcell (Jack McBrayer), ex-namorado de Hazel, recusa-se a mentir. Depois de tentarem forçá=lo a assinar, Tracy e Jenna sentem-se culpados e permitem-no contar a verdade.
O episódio encerra com Jack a encontrar uma nova compreensão sobre a felicidade, Liz a receber a notícia de que poderá adotar dois filhos, e tudo parece resolvido. No entanto, Hank Hooper, atual diretor executivo da Kabletown, cancela o TGS devido à má publicidade causada pelo processo judicial.